# Ökumenische Jugenddienste
Die Ökumenischen Jugenddienste (ÖJD), in der Trägerschaft des Amtes für kirchliche Dienste der Evangelischen Kirche Berlin-Brandenburg-schlesische Oberlausitz, sind ein Programm für Arbeitseinsätze junger Menschen aus ganz Europa. In den ökumenisch ausgerichteten Workcamps verbringen jeweils 20 Jugendliche und junge Erwachsene zwei Wochen zusammen bei gemeinnütziger Arbeit, Freizeit und thematischem Austausch. Die Camps werden von ehrenamtlichen Leitern begleitet. Sie sollen unter dem Motto „united we work“ (englisch: Zusammen arbeiten wir) neben dem interreligiösen und interkulturellen Austausch das Erleben von Solidarität, Gleichberechtigung und Verantwortung in der Gruppe ermöglichen. Die Ökumenischen Jugenddienste  wurden im Jahre 1956 in der DDR ins Leben gerufen.

## Geschichte
Im Sommer 1955 führte die Gossner Mission ein „Aufbaulager“ in Berlin durch. Ein Jahr danach wurde in Kooperation der Gossner Mission mit dem Jugendreferat des Weltkirchenrates in Genf ein erstes Ökumenisch-internationales Aufbaulager in der DDR organisiert. Die „evangelische Jugendkammer Ost“, 1950 als Erweiterung der „kirchlichen Jugendkammer in der DDR“ gegründet, übernahm im Jahr 1957 die Aufbaulager als Fachgebiet. Mit Gründung des „Ökumenischen Arbeitskreises der Evangelischen Jugend in der DDR“ bildeten sich auch Regionalkreise innerhalb der DDR, Bundesrepublik Deutschland, den Niederlanden, Großbritannien und Skandinavien. Ab 1958 fand die jährliche Osterkonferenz mit jungen Leuten aus Ost- und Westeuropa statt.
Im Jahre 1967 wurde die Aufbaulagerarbeit mit der Errichtung eines Ökumenischen Referats mit einer dazugehörigen Dienststelle Ökumenischer Jugenddienst erweitert. Die Bezeichnung Ökumenische Aufbaulager wurde durch den Namen Ökumenischer Jugenddienst - ÖJD ersetzt.
Pro Jahr wurden in der DDR 8 bis 10 Camps mit ca. 120 bis 150 Teilnehmern durchgeführt. Dabei kamen 30–50 % der Teilnehmer nicht aus der DDR.
Nach der Deutschen Wiedervereinigung wurde die Dienststelle „Ökumenischer Jugenddienst“ mit ihren verschiedenen Arbeitsbereichen aufgelöst. Lediglich die Workcamparbeit wurde 1991 von der Arbeitsgemeinschaft der Evangelischen Jugend mit der Begründung übernommen: „Die Workcamps werden auch in Zukunft wichtige Erfahrungsfelder für das Erleben ökumenischer Gemeinschaft, interkulturellen Lernens und praktischer gemeinnütziger Arbeit darstellen …“
Ab 1997 war das „Amt für evangelische Kinder- und Jugendarbeit in Berlin und Brandenburg“ alleiniger Träger der Workcampprogramme, das durch die Fusion mit der Landeskirche Schlesische Oberlausitz im Jahre 2004 zum „Amt für evang. Kinder- und Jugendarbeit Berlin-Brandenburg-schlesische Oberlausitz“ (EKBO) wurde.
Seit Frühjahr 2006 ist das „Amt für kirchliche Dienste“ der EKBO Träger der Ökumenischen Jugenddienste.

## Aufbau eines Workcamps
Ein Workcamp dauert in der Regel zwei Wochen und beginnt an einem Wochenende. In dieser Zeit wird an neun Tagen für jeweils sechs Stunden an einem gemeinnützigen oder kirchlichen Projekt gearbeitet. Die Arbeiten können z. B. Restauration von Bauwerken, Renovierung von Rüstzeitheimen, Landschaftspflege oder Unterstützung beim Aufbau künstlerische Anlage umfassen und erfolgen meist in der ersten Hälfte des Tages.
Nach der Mittagspause können sich die Teilnehmer in organisierter Gruppenarbeit, Gruppen- und Rollenspielen sowie kreativen Arbeiten besser kennenlernen. In den Abendstunden werden meist geistliche und weltliche Themen diskutiert.
Die Teilnehmer können darüber hinaus auch die örtlichen Freizeitmöglichkeiten nutzen sowie mittels sportlichen Aktivitäten einen Kontakt zu den Einwohnern aufbauen. Sie haben darüber hinaus auch die Möglichkeit, ihre Ideen und Wünsche in das Workcamp einzubringen und zu verwirklichen.
An dem arbeitsfreien Wochenende sowie an einem arbeitsfreien Werktag werden Besichtigungstouren zu Sehenswürdigkeiten angeboten beziehungsweise auch Großstädte wie Berlin, Leipzig und Dresden besucht.
Bei jedem Workcamp muss der ÖJD mit etwa einem Jahr Vorlauf den Kontakt zum jeweiligen Camport aufbauen. In dieser Phase werden mögliche Termine, anstehende Arbeiten sowie zur Verfügung stehende Unterkünfte geprüft. Die Anzahl der Teilnehmer variiert daher zwischen 12 und 20 jungen Erwachsenen im Alter von 18 bis 26 Jahren.
Unabhängig von dieser Phase treffen sich die freiwilligen Campleiter an drei verschiedenen Terminen im Jahr, um neue Organisationsaspekte und -methoden kennenzulernen. In dieser Zeit wird auch ein sogenanntes Campthema ausgewählt, das während des Camps als Leitfaden verwendet werden kann.
Der praktische Ablauf eines Workcamps wird meist von zwei bis drei Campleitern beiderlei Geschlechts organisiert und erfolgt etwa zwei Monate vor Campbeginn. Die Campleiter schreiben einen Monat vor Campbeginn einen Campbrief an die Teilnehmer, in dem organisatorische Details und notwendige Mitbringsel erläutert werden. Neben mindestens einem deutschen Campleiter können sich auch Campleiter aus anderen Nationen an der Organisation und Durchführung eines Workcamps beteiligen. Die Camps finden in der Regel zwischen Juli und September an unterschiedlichen Orten in Deutschland statt. Wegen der Nationalitätenvielfalt sind die Campsprachen meist Deutsch und Englisch.
Finanziell werden die Workcamps durch Fördermittelgeber, wie dem Kinder- und Jugendplan des Bundes, unterstützt. Die Teilnehmer eines Workcamps müssen daher eine einmalige Anmeldegebühr von 15,00 € leisten und die An- und Abreisekosten tragen. Für einige Ländergruppen besteht bei den Fahrtkosten die Möglichkeit einer Teilförderung, die den finanziellen Aufwand minimiert. Wegen der Einreisebestimmungen benötigen einige Teilnehmer ein Einreisevisum. Mit der Unterstützung des ÖJD kann dieses bei der örtlichen Deutschen Botschaft beantragt werden.

## 21. Jahrhundert
Zurzeit finden jährlich etwa 8–10 Workcamps mit ca. 170 Teilnehmern statt. Der Frauenanteil beträgt dabei zwischen
60–70 %. Auf Grund der sozialen und finanziellen Umstrukturierung nach der deutschen Wiedervereinigung ist das Interesse von deutschen Teilnehmern immer weiter zurückgegangen, so dass mittlerweile gut 70 % der Teilnehmer aus dem osteuropäischen Raum kommen. Je nach Größe des Workcamps sind vier bis sechs Nationen mit bis zu vier Teilnehmern vertreten.

## Ehemalige Leiter
Wolf-Dietrich Gutsch